# Movistar Team Women/Saison 2025
Dieser Artikel beschreibt die Mannschaft und die Siege des Radsportteams Movistar Team Women in der Saison 2025.

## Mannschaft
| Teamkader 2025                            | Teamkader 2025     | Teamkader 2025         | Teamkader 2025                            |
| Name                                      | Geburtsdatum       | Land                   | Vorheriges Team                           |
| ----------------------------------------- | ------------------ | ---------------------- | ----------------------------------------- |
| Olivia Baril                              | 10. Oktober 1997   | Kanada                 | UAE Team ADQ (2023)                       |
| Aude Biannic                              | 27. März 1991      | Frankreich             | FDJ-Nouvelle Aquitaine-Futuroscope (2017) |
| Jelena Erić                               | 15. Januar 1996    | Serbien                | Alé Cipollini (2019)                      |
| Cat Ferguson                              | 27. April 2006     | Vereinigtes Königreich | Shibden Hope Tech Apex (2024)             |
| Sheyla Gutiérrez                          | 1. Januar 1994     | Spanien                | Cylance (2018)                            |
| Liane Lippert                             | 13. Januar 1998    | Deutschland            | Team DSM (2022)                           |
| Carys Lloyd                               | 31. Dezember 2006  | Vereinigtes Königreich | Tofauti Everyone Active (2024)            |
| Floortje Mackaij                          | 18. Oktober 1995   | Niederlande            | Team DSM (2022)                           |
| Ana Vitória Magalhães                     | 24. Oktober 2000   | Brasilien              | Bepink-Bongioanni (2024)                  |
| Sara Martín                               | 22. März 1999      | Spanien                | Sopela Women's Team (2020)                |
| Mareille Meijering                        | 11. März 1995      | Niederlande            | Zaaf Cycling Team (2023)                  |
| Paula Patiño                              | 29. März 1997      | Kolumbien              | World Cycling Centre (2018)               |
| Marlen Reusser                            | 20. September 1991 | Schweiz                | SD Worx-Protime (2024)                    |
| Laura Ruiz Pérez                          | 18. Juni 2004      | Spanien                | Eneicat-CMTeam-Seguros Deportivos (2023)  |
| Lucía Ruiz Pérez                          | 18. Juni 2004      | Spanien                | Eneicat-CMTeam-Seguros Deportivos (2023)  |
| Arlenis Sierra                            | 7. Dezember 1992   | Kuba                   | A.R. Monex Women's (2021)                 |
| Claire Steels                             | 9. November 1986   | Vereinigtes Königreich | Israel-Premier Tech Roland (2023)         |
| Paula Ostiz (1. Aug.–31. Dez., Stagiaire) | 12. Januar 2007    | Spanien                | Café Baqué-Conservas Campos (2025)        |
|                                           |                    |                        |                                           |
| Quelle: ProCyclingStats                   |                    |                        |                                           |

## Siege
| Siege    | Siege               | Siege   | Siege  | Siege          | Siege |
| Datum    | Rennen              | Staat   | Klasse | Sieger         |       |
| -------- | ------------------- | ------- | ------ | -------------- | ----- |
| 26. Jan. | Trofeo Palma Femina | Spanien | 1.1    | Marlen Reusser |       |

## UCI-Weltranglisten-Platzierungen
| UCI-Ranking | UCI-Ranking | UCI-Ranking | UCI-Ranking |
| Fahrer      | Fahrer      | Land        | Punkte      |
| ----------- | ----------- | ----------- | ----------- |